# ポッター郡 (ペンシルベニア州)
ポッター郡（英: Potter County）は、アメリカ合衆国ペンシルベニア州の北部中央、アリゲイニー高原に位置する郡である。2010年国勢調査での人口は17,457人であり、2000年の18,080人から3.4%減少した。郡庁所在地はコーダーズポート・ボロ（人口2546人）であり、同郡で人口最大の町でもある。郡名はペンシルベニア州出身で、アメリカ独立戦争では大陸軍の将軍だったジェイムズ・ポッターにちなんで名付けられた。ポッターは実際にポッター郡内に住んだことがなく、この地域を訪れたことすらなかった。

## 歴史
ポッター郡となった地域で最初期の恒久的開拓者は、アメリカ独立戦争の退役兵アイザック・ライマン少佐だった。ライマンはポッター郡の創設者として認識されている。ポッター郡に入植することに同意した開拓者には、1人10ドルを渡した。1809年、ライマンズビル、現在のラドンナにその家を建てた。またポッター郡を通る最初の道路と、郡初の製材所や製粉所を建設した。
ライマンは個人的にも逸話が多い。最初の妻サリー・エッジコムが出産の時に死亡した後再婚し、その2番目の妻を置き去りにして、ポッター郡で3番目の家庭を作った。二番目の妻は自分だけで苦しむことはないと決断した。ニューヨーク州ボルトンランディングからポッター郡まで、当時18歳になっていた息子のバレルの助けを借りて旅し、ライマンの家を探し当てた。ライマンはポッター郡で2つの家族と共に暮らした。その生活について史料は異なる証言をしている。ある史料では、一つ屋根の下に2人の妻が暮らしたとしている。別の史料では同じ土地に2つの丸太小屋があったとしている。ライマンの3つの家族の子孫は、現在もポッター郡で暮らし、働いている。

## 地理
アメリカ合衆国国勢調査局に拠れば、郡域全面積は1,081平方マイル (2,801 km2)であり、このうち陸地1,081平方マイル (2,800 km2)、水域は0平方マイル (1 km2)で水域率は0.02%である。
ポッター郡内で3つの主要河川の流域が出会う。すなわちチェサピーク湾、セントローレンス川、ミシシッピ川の上流である。さらにミシシッピ水系でも大きな支流であるアレゲニー川の水源が、郡中央部のコブヒル近くにある

### 主要高規格道路
- アメリカ国道6号線
- ペンシルベニア州道44号線
- ペンシルベニア州道49号線
- ペンシルベニア州道144号線
- ペンシルベニア州道155号線
- ペンシルベニア州道244号線
- ペンシルベニア州道449号線
- ペンシルベニア州道607号線
- ペンシルベニア州道872号線

### 隣接する郡
- アリゲイニー郡 (ニューヨーク州) - 北
- スチューベン郡 (ニューヨーク州) - 北東
- タイオガ郡 - 東
- ライカミング郡 - 南東
- クリントン郡 - 南
- カメロン郡 - 南西
- マッキーン郡 - 西

## 政治
ポッター郡は州内でも共和党の支持が強い郡の1つである。2004年アメリカ合衆国大統領選挙では、共和党のジョージ・W・ブッシュが5,640票、71%を取って郡を制し、対する民主党のジョン・ケリーは2,268票、29%だった。1964年アメリカ合衆国大統領選挙以降、一貫して共和党候補を支持してきた。2006年のアメリカ合衆国上院議員選挙では、共和党のリック・サントラムが3,476票、63%を獲得し、対する民主党のボブ・ケイシー・ジュニアは2,012票、37%だった。サントラムは落選したが、ポッター郡で最も高い支持を得ていた。同様に選挙で落選したリン・スワンもポッター郡で60%以上を獲得していた。

## 人口動態
以下は2000年国勢調査による人口統計データである。
| 基礎データ - 人口: 18,080人 - 世帯数: 7,005 世帯 - 家族数: 5,001家族 - 人口密度: 6人/km2（17人/mi2） - 住居数: 12,159軒 - 住居密度: 4軒/km2（11軒/mi2） 人種別人口構成 - 白人: 98.06% - アフリカン・アメリカン: 0.29% - ネイティブ・アメリカン: 0.22% - アジア人: 0.50% - 太平洋諸島系: 0.03% - その他の人種: 0.19% - 混血: 0.71% - ヒスパニック・ラテン系: 0.57% 先祖による構成 - ドイツ系：26.9% - イギリス系：14.0% - アメリカ人：13.3% - アイルランド系：9.9% - イタリア系：5.8% | 年齢別人口構成 - 18歳未満: 26.0% - 18-24歳: 6.9% - 25-44歳: 26.1% - 45-64歳: 24.3% - 65歳以上: 16.7% - 年齢の中央値: 39歳 - 性比（女性100人あたり男性の人口） - 総人口: 97.4 - 18歳以上: 94.8 世帯と家族（対世帯数） - 18歳未満の子供がいる: 31.5% - 結婚・同居している夫婦: 59.5% - 未婚・離婚・死別女性が世帯主: 7.6% - 非家族世帯: 28.6% - 単身世帯: 24.7% - 65歳以上の老人1人暮らし: 11.4% - 平均構成人数 - 世帯: 2.54人 - 家族: 3.02人 |

## 都市と町

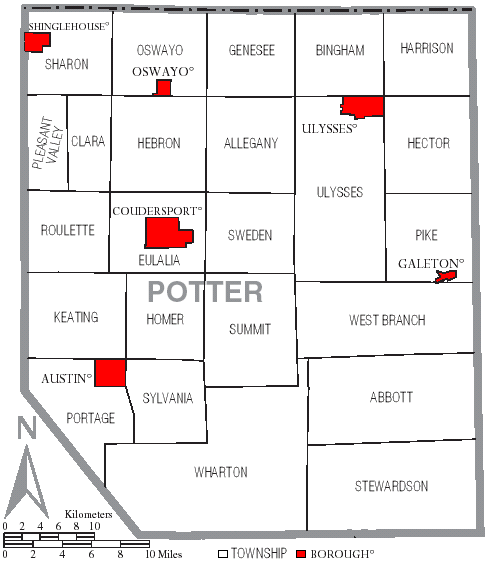
ポッター郡の自治体、ボロは赤、タウンシップは白、国勢調査指定地域は青

ペンシルベニア州法の下では4種類の自治体がある。市、ボロ、タウンシップ、町である。

### ボロ
| - オースティン - コーダーズポート - 郡庁所在地 - ゲイルトン | - オスワイオ - シングルハウス - ユリシーズ |

### タウンシップ
| - アボット - アリゲイニー - ビンガム - クララ - ユーラリア - ジェネシー - ハリソン - ヘブロン - ヘクター - ホーマー - キーティング - オスワイオ | - パイク - プレザントバレー - ポーテージ - ルーレット - シャロン - スチュワードソン - サミット - スウェーデン - シルベニア - ユリシーズ - ウェストブランチ - ワートン |

### 国勢調査指定地域
国勢調査指定地域はアメリカ合衆国国勢調査局が人口統計データを取るために設定した地域である。州法の下では実際の司法権が及ぶ範囲ではない。村などその他の未編入領域も下記に挙げる。
- ルーレット
- スウェーデンバレー

## 教育

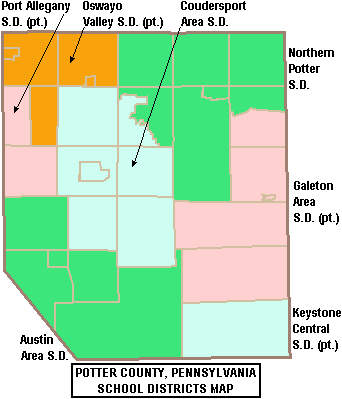
ポッター郡教育学区の区分図

### 公共教育学区
- オースティン地域教育学区
- コーダーズポート地域教育学区
- ゲイルトン地域教育学区（一部はタイオガ郡）
- キーストン中央教育学区（一部はクリントン郡）
- 北ポッター教育学区
- オスワイオバレー教育学区（一部はマッキーン郡）
- ポートアリゲイニー教育学区（一部はマッキーン郡）

### 私立学校
2008年時点で、ペンシルベニア州教育省に登録される私立学校は次の通りである。
- チェスナットリッジ学校、ジェネシー、1年生-8年生
- ヘブロン・センター・クリスチャン学校、コーダーズポート、幼稚園前-12年生
- メドウビュー学校、ジェネシー、1年生-8年生
- マストホロー・アーミッシュ学校、ジェネシー、1年生-8年生
- ペン・ヨーク・キャンプ & リトリートセンター、ユリシーズ
- ユリシーズ・アーミッシュ学校、ユリシーズ、1年生-8年生

### 図書館
- コーダーズポート公共図書館
- ゲイルトン公共図書館
- ジェネシー地域図書館
- オスワイオバレー記念図書館、シングルハウス
- ユリシーズ図書館協会
- ポッター・タイオガ郡図書館システム、コーダーズポート

### 公園とレクリエーション

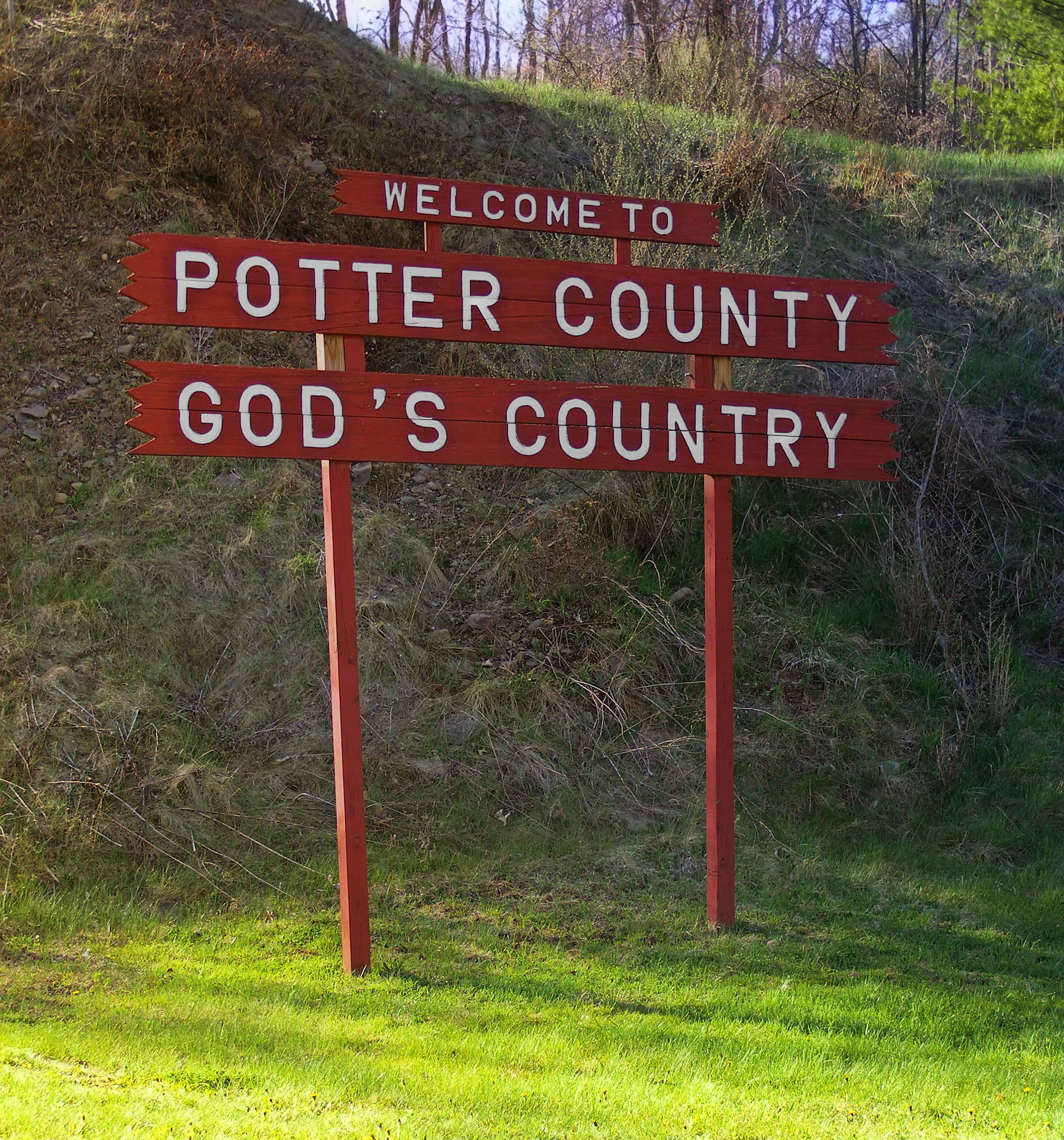
ポッター郡の原生地域

郡内には8つの州立公園がある。また州有林や野生生物生息域も多い。
- チェリースプリング州立公園
- デントンヒル州立公園
- ライマンラン州立公園
- オレブル州立公園
- パターソン州立公園
- プルーティプレース州立公園
- シネマホニング州立公園、一部はカメロン郡
- サイザービル州立公園、一部はカメロン郡

毎年、ゲイルトンとコーダーズポートの間で「ゴッズカントリー・マラソン」が開催されている。